# Борован
Борова̀н е село в Северозападна България. То е административен център на община Борован, област Враца.

## Името на село Борован
Името на село Борован вероятно датира от ранното българско средновековие и е произлязло от изчезналото вече от употреба старинно име на човек, който се е казвал Борован. Дали този човек е бил основател на селото, негов храбър герой или владетел – това все още не е ясно. Личното име Борован е образувано от Боро и -ован, както са образувани имената Брато -ван, Добро -ван, Мило -ван, Радо -ван, Пръ -ван и пр. А БОРО е съкратено от двуосновното лично име БОРИВОЙ – „да бъде борец воин, да побеждава воини“. Личното име Борован е засвидетелствано в старобългарски писмени паметници от XIII век. Името се среща и в османски регистри за данъкоплатци българи. Така в един списък от 1670 г., който се отнася за жители от Разградско, е споменат българинът Борован, син на Пейко (вж. Турски документи от 1670 г. в Нар. библиотека „Св. св. Кирил и Методий“, Ориент. отдел). След тази дата името Борован е вече изчезнало от употреба или се среща все по-рядко. Но това лично име е запазено в някои имена на местности като Борован кая – в землището на с. Църквище, Пирдопско, в Горни и Долни Борованец в землището на с. Якоруда, Разложко и др.

## История
Община Борован е разположена в северозападната част на Република България, в котловината на Дунавската равнина, с надморска височина 250 – 350 м. Заема площ от 212 кв. км и граничи с общините Враца, Хайредин и Бяла Слатина и е една от съставните общини на Област Враца.
Районът на Борован е обитаван от човешки същества още през каменно-медната епоха (V хил. пр. Хр). Известни са две селища от този период – в местностите „Лапчовец“ и „Езерото“, където са намерени кремъчни и каменни оръдия с разнообразни форми и богата украса. Следи от бронзовата епоха са открити в местността „Васков чукар. Установено е, че през I хил. пр. Хр. в района на Борован съществуват две тракийски селища и два тракийски надгробни некропола, съответно в местностите „Езерото“ и „Тиев лъг“. Намерени са тракийско въоръжение и железни юзди, датиращи от II век пр. Хр.
Днешното село Борован лежи върху останките на голямо трако-римско селище, за което свидетелстват откритите гробове (I-IV век), глинени съдове и римски монети. На височината на Борованската могила са запазени част от основите на стените и кулите на късноримската крепост. Открити са останки и от средновековно българско селище.
Името на Борован датира от българското средновековие. В документ от 1614 г. (Тимарски регистър) е открит списък с имената на 325 жители на село Борован, сред които 5 свещеници, вероятно по това време съществуват църква и килийно училище за подготовка на свещеници и учители. През 1820 г. в Борован е открито едно от първите във Врачанския край светски училища. През 1834 г. борованчани построяват дървена църква, наречена „Св. Параскева“, а през 1843 г., каменна. Храмът „Св. Николай“ е изграден през 1872 г. и век по-късно е обявен за паметник на културата.
На 18 май (ст.стил) 1876 г. през селото преминава Христо Ботев със своята чета на път от Козлодуйския бряг за Врачанския балкан.  (пъровоначално има уговорка от Борован да се присъединят 200 четника, но се присъдинява само един старец) Този маршрут е включен по-късно като част от мемориалния комплекс „Ботев път“ и по него всяка година преминават стотици Ботеви поклонници.
Село Борован е освободено от османска власт на 25 октомври 1877 г. от Лейбгвардейския хусарски полк под командването на полк. Барон Майендорф. След Освобождението, Борован се превръща в едно от най-големите села във Врачанско. Населението му нараства от 4295 души през 1910 г. на 5905 през 1946 г. Основен поминък е земеделието. Отглеждат се предимно зърнени култури, царевица и слънчоглед. Функционират модерно оборудвана маслобойна, фабрика за маджун, няколко мелници. Прочута със своите вкусови качества става борованската боза.
През 1902 г. в Борован е открита пощенска станция, а пет години по-късно е основано читалище „Будилник“, преименувано през 1944 г. на „Цани Иванов“. На 1 юни 1972 г. е открита новата сграда на читалището и паметника „Конника“, посветен на загиналите в Септемврийското въстание.
Забележителности – Борованска могила (423 м), обявена през 1961 година за природо-исторически обект. Едноименният хълм на Антарктида Borovan Knoll е наименуван в чест на село Борован.
През лятото на 1950 година, по време на колективизацията 280 души от селото правят неуспешни опити да напуснат създаденото малко по-рано трудово кооперативно земеделско стопанство.

## Население
Преброяване на населението през 2011 г.
Численост и дял на етническите групи според преброяването на населението през 2011 г.:
|                     | Численост | Дял (в %) |
| Общо                | 2262      | 100.00    |
| Българи             | 1518      | 67.10     |
| Турци               | 0         | 0.00      |
| Цигани              | 237       | 10.47     |
| Други               | 0         | 0.00      |
| Не се самоопределят | 12        | 0.53      |
| Неотговорили        | 491       | 21.70     |

## Политика
Кметове на общината през последните 20 години.
- 2019 – 2023 – Десислава Тодорова – Отстранена от ОИК на 9.1.2022 г. (Местна коалиция „СДС+ДПС“) печели на втори тур с 51% срещу Иван Костовски (ПП ГЕРБ)
- 2011 – 2015 – Десислава Тодорова Коалиция „За Борован+ДПС“
- 2007 – 2011 – Петър Цветковски (БСП)
- 2003 – 2007 – Петьо Гацински (Българска социалдемокрация) печели на втори тур с 52% срещу Петър Цветковски (БСП).
- 1999 – 2003 – Петър Цветковски (БСП, Бългаска Евролевица, БКП Георги Димитров, БЗС Александър Стамболийски 1899) печели на втори тур с 56% срещу Тихомир Поповски (БСДП).
- 1995 – 1999 – Петър Цветковски (Предизборна коалиция БСП, БЗНС Александър Стамболийски, ПК Екогласност) печели на първи тур с 62% срещу Георги Попадински (БЗНС – единен).

## Обществени институции
- Читалище „Цани Иванов“
- Художествена галерия „Владимир Ганецовски“
- Библиотека
- Музейна сбирка

## Спорт
Селото има футболен отбор - „Торпедо 2004“ - който започва сезон 2023/2024 година в Областна група Враца, но се отказва от участие преди края на сезона.

## Редовни събития
- Всяка неделя в центъра на селата Борован и Малорад се провеждат пазари на селскостопански стоки.
- 22 май – традиционен събор на Борован

## Професионално образование
Професионална гимназия по транспорт е единственото училище за средно образование на територията на общината. В него се обучават ученици по две специалности.

## Други
На Борован е наречена улица в квартал „Карпузица“ в София (Карта).